# Ode to Deodorant
Ode to Deodorant (en español, Oda al Desodorante) es la primera canción de Coldplay —llamado "The Coldplay" en ese momento— como conjunto. Fue lanzada en formato de casete en enero de 1998 por Phil Harvey, el mánager original de la banda, para los promotores de conciertos locales. Brothers & Sisters es la segunda canción del casete, y posteriormente se transformaría en el primer sencillo comercial de la banda. Fue grabada para una broma cuando eran estudiantes.
Dado que en una entrevista en agosto de 2003, el baterista de la banda, Will Champion, comentó que la canción tiene un buen final y una buena línea de bajo, pero que es una canción rara. Cuando se le preguntó a Chris Martin si la canción le producía vergüenza dijo que no la escuchaba.
Fue una de las canciones que se tocaron en el primer concierto de Coldplay el 16 de enero de 1998 en el bar Camden's Laurel Tree. 
A principios del año 2005, un casete con la canción fue vendido en eBay. Un fanático lo compró y distribuyó en Internet el 13 de enero de 2006. En 2018, otro fanático lo compró en Discogs.

## Listado de canciones
| Casete |                      |          |  |
| N.º    | Título               | Duración |  |
| 1.     | «Ode To Deodorant»   | 4:23     |  |
| 2.     | «Brothers & Sisters» | 4:28     |  |